# Liste des joueurs du Besançon Basket Comté Doubs
Joueurs du Besançon Basket Comté Doubs ayant au moins fait une apparition en match officiel avec l'équipe première.
- Haut – A
- B
- C
- D
- E
- F
- G
- H
- I
- J
- K
- L
- M
- N
- O
- P
- Q
- R
- S
- T
- U
- V
- W
- X
- Y
- Z

## A
| Nom             | Poste       | Période | Matchs | Points | Nationalité |
| --------------- | ----------- | ------- | ------ | ------ | ----------- |
| Olivier Allinéi | Meneur      | 1995-97 | -      | -      | France      |
| Mark Atkinson   | Ailier fort | 1991-93 | -      | -      | États-Unis  |

## B
| Nom                    | Poste       | Période           | Matchs | Points | Nationalité    |
| ---------------------- | ----------- | ----------------- | ------ | ------ | -------------- |
| Ismaël Bangoura        | Ailier      | 2003-04           | -      | -      | France         |
| Cedrick Banks          | Arrière     | 2005-06           | -      | -      | États-Unis     |
| Tanoka Beard           | Pivot       | 1995-96           | -      | -      | États-Unis     |
| Jessie Begarin         | Arrière     | 2006-07           | -      | -      | France         |
| Jean-Philippe Besson   | Meneur      | 1993-96           | -      | -      | France         |
| Pierre-Henri Billet    | Meneur      | 2006-07           | -      | -      | France         |
| Jean-Philippe Blanchet | Ailier fort | 1990-94           | -      | -      | France         |
| Mickaël Bole           | Meneur      | 1997-98 / 2001-02 | -      | -      | France         |
| Lionel Bomayako        | Arrière     | 2005-06           | -      | -      | France         |
| Dexter Boney           | Ailier      | 2001-02           | -      | -      | États-Unis     |
| Marjo Bosjnak          | Pivot       | 2003-04           | -      | -      | Croatie        |
| Mourad Boughedir       | Ailier fort | 2005-06           | -      | -      | France Algérie |
| Erwan Bouvier          | Meneur      | 1999-00 / 2002-04 | -      | -      | France         |
| Bruce Bowen            | Ailier      | 1996-97           | -      | -      | États-Unis     |
| Cory Bradford          | Arrière     | 2006-07           | -      | -      | États-Unis     |
| Doug Brandt            | Ailier fort | 2000-01           | -      | -      | États-Unis     |
| Moshe Brener           | Meneur      | 2004-05           | -      | -      | Israël         |
| Quinton Brooks         | Ailier fort | 2000-01           | -      | -      | États-Unis     |
| Murray Brown           | Pivot       | 1995-96           | -      | -      | États-Unis     |

## C
| Nom                 | Poste       | Période           | Matchs | Points | Nationalité |
| ------------------- | ----------- | ----------------- | ------ | ------ | ----------- |
| Donnie Carr         | Arrière     | 2001-02           | -      | -      | États-Unis  |
| Germain Castano     | Meneur      | 1997-01 / 2005-08 | -      | -      | France      |
| Derrick Chandler    | Pivot       | 1995-96           | -      | -      | États-Unis  |
| Alexeï Chirinine    | Meneur      | 2001-02           | -      | -      | Russie      |
| Anthony Christophe  | Meneur      | 2007-08           | -      | -      | France      |
| Bruce Chubick       | Ailier fort | 1993-94           | -      | -      | États-Unis  |
| Sean Colson         | Meneur      | 2006-07           | -      | -      | États-Unis  |
| Laurent Condamine   | Meneur      | 1990-92           | -      | -      | France      |
| Bruno Coqueran      | Pivot       | 2002-04           | -      | -      | France      |
| Mory Correa         | Pivot       | 2006-07           | -      | -      | France      |
| Jean-Boni Coulanges | Arrière     | 2004-06           | -      | -      | France      |
| Matej Cresnik       | Ailier fort | 2005-06           | -      | -      | Slovénie    |

## D
| Nom               | Poste       | Période           | Matchs | Points | Nationalité    |
| ----------------- | ----------- | ----------------- | ------ | ------ | -------------- |
| Miloud Dahine     | Meneur      | 2000-01           | -      | -      | France         |
| Simon Darnauzan   | Meneur      | 2007-09           | -      | -      | France         |
| Xavier Delarue    | Ailier      | 2007-08           | -      | -      | France         |
| Raphaël Desroses  | Ailier      | 2008-09           | -      | -      | France         |
| Florent Desset    | Ailier fort | 2000-01           | -      | -      | France         |
| Souleymane Diallo | Ailier      | 2005-06           | -      | -      | France Sénégal |
| Michel Diama      | Ailier      | 2001-02           | -      | -      | France         |
| Yamar Diene       | Pivot       | 2008-09           | -      | -      | Sénégal        |
| Justin Doellman   | Ailier fort | 2008-09           | -      | -      | États-Unis     |
| Thomas Dubiez     | Arrière     | 2008-09           | -      | -      | France         |
| Christophe Dumas  | Arrière     | 1996-99 / 2002-04 | -      | -      | France         |
| Spencer Dunkley   | Pivot       | 1996-99           | -      | -      | Angleterre     |

## E
| Nom              | Poste       | Période | Matchs | Points | Nationalité       |
| ---------------- | ----------- | ------- | ------ | ------ | ----------------- |
| Frédéric Edde    | Ailier      | 1997-99 | -      | -      | France            |
| Jonathan Edwards | Pivot       | 2002-03 | -      | -      | États-Unis Suisse |
| Florent Éléléara | Meneur      | 2005-07 | -      | -      | France            |
| Scott Emerson    | Ailier fort | 2007-08 | -      | -      | États-Unis        |
| Jo Jo English    | Ailier      | 2000-01 | -      | -      | États-Unis        |

## F
| Nom                | Poste       | Période           | Matchs | Points | Nationalité                     |
| ------------------ | ----------- | ----------------- | ------ | ------ | ------------------------------- |
| Ahmed Fellah       | Meneur      | 2008-09           | -      | -      | France                          |
| John Ford          | Pivot       | 2005-07 / 2008-09 | -      | -      | États-Unis                      |
| Ryan Forehan-Kelly | Ailier      | 2006-07           | -      | -      | États-Unis                      |
| Mathias Forestier  | Ailier fort | 2000-04           | -      | -      | France                          |
| Alexus Foyle       | Ailier      | 2005-06           | -      | -      | Saint-Vincent-et-les-Grenadines |
| Tony Farmer        | Ailier      | 1994-96 / 2000-01 | -      | -      | États-Unis                      |

## G
| Nom            | Poste   | Période | Matchs | Points | Nationalité       |
| -------------- | ------- | ------- | ------ | ------ | ----------------- |
| Karim Gharbi   | Ailier  | 1996-97 | -      | -      | France            |
| Mike Gizzi     | Arrière | 1998-99 | -      | -      | États-Unis Italie |
| William Gradit | Ailier  | 2005-06 | -      | -      | France            |
| Tommy Gunn     | Arrière | 2008-09 | -      | -      | États-Unis        |

## H
| Nom                 | Poste       | Période | Matchs | Points | Nationalité       |
| ------------------- | ----------- | ------- | ------ | ------ | ----------------- |
| Darius Hall         | Ailier fort | 1997-99 | -      | -      | États-Unis        |
| Kevin Hamilton      | Arrière     | 2007-08 | -      | -      | Porto Rico        |
| David Harrison      | Arrière     | 2006-07 | -      | -      | États-Unis        |
| Justin Hawkins      | Ailier      | 2008-09 | -      | -      | États-Unis        |
| Bakari Hendrix      | Ailier fort | 2000-01 | -      | -      | États-Unis        |
| Sebastian Hermenier | Ailier fort | 2007-08 | -      | -      | États-Unis France |
| Delme Herriman      | Ailier      | 1997-98 | -      | -      | Angleterre        |
| Antwan Hoard        | Ailier      | 2003-09 | -      | -      | États-Unis France |
| Julius Hodge        | Arrière     | 2008-09 | -      | -      | États-Unis        |
| Mustapha Hoff       | Ailier fort | 2005-06 | -      | -      | Liberia           |
| Delonte Holland     | Ailier      | 2008-09 | -      | -      | États-Unis        |
| Nicolas Hyenne      | Ailier      | 1990-94 | -      | -      | France            |

## I
| Nom          | Poste | Période | Matchs | Points | Nationalité |
| ------------ | ----- | ------- | ------ | ------ | ----------- |
| Ekene Ibekwe | Pivot | 2007-08 | -      | -      | Nigeria     |

## J
| Nom                  | Poste       | Période | Matchs | Points | Nationalité       |
| -------------------- | ----------- | ------- | ------ | ------ | ----------------- |
| Skeeter Jackson      | Ailier fort | 1994-97 | -      | -      | France            |
| Nicolas Jault        | Arrière     | 1993-94 | -      | -      | France            |
| Leroy John           | Pivot       | 2001-02 | -      | -      | Trinité-et-Tobago |
| Eric Johnson         | Meneur      | 1995-96 | -      | -      | États-Unis        |
| Terrance Johnson     | Ailier      | 2007-08 | -      | -      | États-Unis        |
| Charles Jones        | Ailier fort | 1991-92 | -      | -      | États-Unis France |
| Michael-Hakim Jordan | Meneur      | 2000-01 | -      | -      | États-Unis        |

## K
| Nom              | Poste       | Période | Matchs | Points | Nationalité       |
| ---------------- | ----------- | ------- | ------ | ------ | ----------------- |
| Joseph Kalambani | Arrière     | 2001-03 | -      | -      | France            |
| Prosper Karangwa | Ailier      | 2007-08 | -      | -      | Burundi Canada    |
| Gabe Kennedy     | Pivot       | 2007-08 | -      | -      | États-Unis        |
| Anicet Kessely   | Ailier fort | 2002-03 | -      | -      | France            |
| Tariq Kirksay    | Ailier      | 2001-02 | -      | -      | France États-Unis |
| Cédric Koffi     | Meneur      | 2004-05 | -      | -      | France            |
| Vincent Krieger  | Meneur      | 1998-99 | -      | -      | Pays-Bas          |

## L
| Nom                | Poste       | Période           | Matchs | Points | Nationalité        |
| ------------------ | ----------- | ----------------- | ------ | ------ | ------------------ |
| Mehdi Labeyrie     | Ailier fort | 1997-99 / 2005-07 | -      | -      | France             |
| Jay Larranaga      | Ailier      | 2003-04           | -      | -      | États-Unis Irlande |
| Jonas Larsson      | Arrière     | 2004-05           | -      | -      | Suède              |
| Guillaume Leburgue | Ailier      | 1999-01           | -      | -      | France             |
| Erik Lehmann       | Meneur      | 1990-94           | -      | -      | France             |
| Rodrigue Lévêque   | Ailier      | 1997-98           | -      | -      | France             |
| Ian Lockhart       | Ailier fort | 1996-97           | -      | -      | Bahamas            |
| Frode Loftesnes    | Ailier fort | 2001-02           | -      | -      | Norvège            |
| Anthony Lopez      | Ailier      | 1995-97           | -      | -      | France             |
| Mamadou Loum       | Ailier fort | 1994-95           | -      | -      | Sénégal            |

## M
| Nom              | Poste       | Période           | Matchs | Points | Nationalité |
| ---------------- | ----------- | ----------------- | ------ | ------ | ----------- |
| Malcolm Mackey   | Pivot       | 2003-04           | -      | -      | États-Unis  |
| Yasine Makhoukh  | Ailier fort | 2007-08           | -      | -      | France      |
| Thierry Marcilly | Meneur      | 1991-94           | -      | -      | France      |
| Jeff Martin      | Ailier      | 1996-97           | -      | -      | États-Unis  |
| Tim Mason        | Ailier fort | 2003-05           | -      | -      | États-Unis  |
| Pascal Masse     | Arrière     | 1990-93           | -      | -      | France      |
| Jeff Massey      | Meneur      | 2002-03           | -      | -      | États-Unis  |
| Alex Mavroukas   | Meneur      | 1999-00           | -      | -      | Grèce       |
| Bob McCann       | Ailier fort | 1996-97           | -      | -      | États-Unis  |
| Kelley McClure   | Meneur      | 2003-05           | -      | -      | États-Unis  |
| Rich McIver      | Pivot       | 1996-97           | -      | -      | États-Unis  |
| Darnell Mee      | Meneur      | 2002-03           | -      | -      | États-Unis  |
| Michael Meeks    | Ailier fort | 1998-00           | -      | -      | Canada      |
| Cédric Mélicie   | Ailier fort | 2001-04 / 2005-06 | -      | -      | France      |
| Julius Michalík  | Ailier fort | 2000-01           | -      | -      | Slovénie    |
| Éric Micoud      | Arrière     | 1994-95           | -      | -      | France      |
| Živko Misiraća   | Ailier fort | 2002-03           | -      | -      | Serbie      |
| Mike Mitchell    | Ailier fort | 1999-00           | -      | -      | Irlande     |
| Gaëtan Müller    | Ailier fort | 2005-06           | -      | -      | France      |

## N
| Nom              | Poste       | Période           | Matchs | Points | Nationalité       |
| ---------------- | ----------- | ----------------- | ------ | ------ | ----------------- |
| Cheikhou N'Diaye | Ailier fort | 1997-98           | -      | -      | France            |
| Makhtar N'Diaye  | Pivot       | 1999-00           | -      | -      | Sénégal           |
| Frédéric N'Kembe | Arrière     | 1999-01 / 2002-05 | -      | -      | France            |
| Roland N'Kembe   | Pivot       | 2004-06           | -      | -      | France            |
| Jimmy Nébot      | Pivot       | 2004-05           | -      | -      | France            |
| Jeff Nordgaard   | Ailier      | 1999-00           | -      | -      | États-Unis        |
| Eric Nordmann    | Ailier      | 1997-99           | -      | -      | États-Unis France |

## P
| Nom                  | Poste       | Période | Matchs | Points | Nationalité |
| -------------------- | ----------- | ------- | ------ | ------ | ----------- |
| Scott Paddock        | Ailier fort | 1994-95 | -      | -      | États-Unis  |
| Pascal Pariset       | Ailier      | 1990-91 | -      | -      | France      |
| Klemensas Patiejunas | Meneur      | 2005-06 | -      | -      | Lituanie    |
| Luka Pavičević       | Meneur      | 2001-02 | -      | -      | Serbie      |
| Steve Payne          | Pivot       | 2001-02 | -      | -      | États-Unis  |
| Jérôme Poncet        | Meneur      | 2000-01 | -      | -      | France      |

## R
| Nom              | Poste       | Période | Matchs | Points | Nationalité        |
| ---------------- | ----------- | ------- | ------ | ------ | ------------------ |
| Krunoslav Rados  | Pivot       | 2003-04 | -      | -      | Bosnie-Herzégovine |
| Philippe Rastout | Ailier      | 1990-92 | -      | -      | France             |
| Ken Redfield     | Ailier      | 1994-95 | -      | -      | États-Unis         |
| Jason Reese      | Ailier fort | 2001-02 | -      | -      | États-Unis         |
| Jerome Robinson  | Ailier      | 1999-00 | -      | -      | États-Unis         |
| Matt Roe         | Ailier      | 1993-95 | -      | -      | États-Unis         |
| Anders Rönndahl  | Ailier      | 2004-05 | -      | -      | Suède              |
| Jurica Ruzić     | Ailier      | 2006-07 | -      | -      | Croatie            |
| Tomislav Ružić   | Ailier fort | 2006-07 | -      | -      | Croatie            |

## S
| Nom              | Poste       | Période | Matchs | Points | Nationalité       |
| ---------------- | ----------- | ------- | ------ | ------ | ----------------- |
| Jean-Marc Sapia  | Ailier fort | 1997-99 | -      | -      | France            |
| Tom Schafer      | Ailier fort | 1993-94 | -      | -      | États-Unis        |
| Eric Schmieder   | Arrière     | 2007-09 | -      | -      | États-Unis Italie |
| Shea Seals       | Ailier      | 2002-03 | -      | -      | États-Unis        |
| Fabrice Serrano  | Meneur      | 2001-02 | -      | -      | France            |
| Bruno Servolle   | Ailier fort | 1993-95 | -      | -      | France            |
| Jean-Marc Sétier | Ailier fort | 1998-00 | -      | -      | France            |
| Preston Shumpert | Ailier      | 2002-03 | -      | -      | États-Unis        |
| Anthony Smith    | Ailier      | 1997-99 | -      | -      | États-Unis        |
| Maurice Smith    | Pivot       | 1994-95 | -      | -      | États-Unis        |
| Ronnie Smith     | Pivot       | 1992-95 | -      | -      | France            |
| Gary Staelens    | Meneur      | 2000-05 | -      | -      | France            |
| Shawn Swords     | Arrière     | 2000-01 | -      | -      | Irlande           |
| Abbas Sy         | Meneur      | 1997-99 | -      | -      | France            |
| Mamoudou Sy      | Ailier      | 2002-03 | -      | -      | France            |
| Alex Sylva       | Meneur      | 1995-96 | -      | -      | France            |

## T
| Nom               | Poste       | Période | Matchs | Points | Nationalité |
| ----------------- | ----------- | ------- | ------ | ------ | ----------- |
| Namé Tandia       | Ailier fort | 2001-02 | -      | -      | Sénégal     |
| Eric Taylor       | Meneur      | 2002-03 | -      | -      | États-Unis  |
| Franck Tchiloemba | Ailier fort | 2003-04 | -      | -      | France      |
| Florian Thibedore | Arrière     | 2007-08 | -      | -      | France      |
| René Tony         | Ailier fort | 1992-94 | -      | -      | France      |
| Mantcha Traoré    | Ailier fort | 1997-03 | -      | -      | France      |

## V
| Nom              | Poste       | Période | Matchs | Points | Nationalité |
| ---------------- | ----------- | ------- | ------ | ------ | ----------- |
| Gerben Van Dorpe | Ailier fort | 1999-00 | -      | -      | Belgique    |
| Gilles Véchambre | Ailier      | 1994-96 | -      | -      | France      |
| Jimmy Vérove     | Arrière     | 1999-00 | -      | -      | France      |
| Christian Vivier | Ailier      | 1990-93 | -      | -      | France      |
| Sasa Vuleta      | Ailier      | 2001-02 | -      | -      | Serbie      |

## W
| Nom              | Poste       | Période | Matchs | Points | Nationalité          |
| ---------------- | ----------- | ------- | ------ | ------ | -------------------- |
| Adam Waleskowski | Ailier fort | 2007-09 | -      | -      | États-Unis Allemagne |
| Quannas White    | Meneur      | 2003-04 | -      | -      | États-Unis           |
| Pax Whitehead    | Ailier      | 2000-01 | -      | -      | États-Unis France    |
| Ian Whyte        | Pivot       | 1996-97 | -      | -      | Angleterre           |
| Donald Williams  | Ailier      | 2000-01 | -      | -      | États-Unis           |
| Henry Wilson     | Ailier fort | 1990-91 | -      | -      | États-Unis           |
| Tony Windless    | Ailier      | 2003-04 | -      | -      | États-Unis           |
| Pierre Wooten    | Meneur      | 2006-07 | -      | -      | États-Unis           |

## Z
| Nom              | Poste       | Période | Matchs | Points | Nationalité |
| ---------------- | ----------- | ------- | ------ | ------ | ----------- |
| Gordan Zadraveć  | Ailier fort | 2004-05 | -      | -      | Croatie     |
| Donatas Zavackas | Ailier fort | 2004-05 | -      | -      | Lituanie    |